# بخوان (ترانه مای کمیکال رومنس)
«بخوان» (به انگلیسی: Sing) تک‌آهنگی از گروه موسیقی آلترنتیو راک مای کمیکال رومنس است که در سال ۲۰۱۰ میلادی منتشر شد.